# 그대라고 하는 빛
〈그대라고 하는 빛〉(일본어: 君という光 키미토이우히카리[*])는 가넷 크로우의 14번째 싱글이다. 2003년 9월 10일 기자 스튜디오에서 발매되었다.
전곡의 작곡은 나카무라 유리, 작사는 아즈키 나나, 편곡은 후루이 히로히토가 맡았다.

## 수록곡
1. 그대라고 하는 빛(君という光)
2. 여름 끝의 긴 비(夏の終わりの長い雨)
3. 그대라고 하는 빛 (instrumental)

## 차트 성적
오리콘 차트에서 기록한 최고 순위는 7위이다.

## 같이 보기
- 명탐정 코난
- 빙
- 기자 스튜디오
- 가넷 크로우

| TV 애니메이션 《명탐정 코난》 닫는 곡 2003년 7월 28일 (329화) ~ 2004년 2월 2일 (349화) |                                  |                                                                   |
| 이전 곡: ZARD 〈내일을 꿈꾸며〉                                                        | 가넷 크로우 〈그대라고 하는 빛〉 | 다음 곡: 사에구사 유카 인 데시벨 〈잠든 그대의 옆 모습에 미소를〉 |